# Aogašima
Aogašima (japonsky 青ヶ島) je menší (2,5 × 3,5 km) ostrov vulkanického původu, nacházející se v Pacifiku asi 358 km jižně od Tokia a 71 km od nejbližšího ostrova Hačidžódžima. Ostrov je trvale osídlen, nachází se zde podle počtu obyvatel nejmenší obec v Japonsku, v dubnu roku 2008 zde žilo jen 198 lidí. Je to nejjižnější a nejizolovanější obývaný ostrov souostroví Izu.

## Geologický vývoj
Ostrov je tvořen převážně čedičovými horninami, poslední erupce se odehrály koncem 18. století. Ostrov vznikl vyzvednutím staršího stratovulkánu Kurosaki (současný severozápadní konec ostrova), mladší fáze představovala zformování novějšího vulkanického centra v jihovýchodní části - současný kráter/kaldera Ikenosawa. V geologické minulosti ostrova bylo zaznamenáno několik, převážně středně silných erupcí, spojené většinou s kolapsem kráterových stěn.